# Hylopetes spadiceus
Hylopetes spadiceus is een zoogdier uit de familie van de eekhoorns (Sciuridae). De wetenschappelijke naam van de soort werd voor het eerst geldig gepubliceerd door Blyth in 1847.